# Charles de La Rounat
Charles de La Rounat, de son vrai nom Aimé-Nicolas-Charles Rouvenat, est un écrivain, dramaturge, journaliste et directeur de théâtre français né le 16 avril 1818 à Paris et mort le 25 décembre 1884 à Paris 6e.
Directeur du théâtre de l'Odéon de 1856 à 1867, puis de 1880 à 1884, il est l'auteur de plusieurs pièces de théâtre et livrets d'opéras-comiques, la plupart en collaboration.

## Biographie
Charles de La Rounat est le frère de Jules Vabre, qui se disait architecte et qui fit partie du Petit-Cénacle. Après des études littéraires, Charles est nommé en 1848 par le gouvernement provisoire secrétaire de la Commission du Luxembourg présidée par Louis Blanc, avant de se tourner vers le théâtre. En 1855, il entame une collaboration avec La Revue de Paris. Nommé l'année suivante au théâtre de l'Odéon, il monte avec succès les pièces de nombreux jeunes auteurs mais finit par démissionner en juin 1867 pour désaccord avec ses autorités de tutelle.
Il redevient alors journaliste, rédige le feuilleton dramatique du journal Le Siècle, puis est nommé commissaire du gouvernement près les théâtres subventionnés.
Après avoir postulé en 1879 au fauteuil de directeur de l'Opéra de Paris, qui échoit en définitive à Auguste Vaucorbeil, il redevient directeur de l'Odéon le 15 février 1880, succédant à Félix Duquesnel.
Le 13 juillet 1883, il est nommé officier de la Légion d'honneur.
Une chute qu'il fait l'hiver suivant en se rendant au ministère des Beaux-Arts cause une coxalgie, des suites de laquelle il meurt trois ans plus tard, le 25 décembre 1884. Paul Porel lui succède à l'Odéon.
Sa fille Thérèse (née le 4 avril 1842) a épousé le 1er octobre 1861 à Paris, le professeur et homme de lettres Alphonse Victor Canon, dit Pagès (1836-1894), auquel elle a donné deux enfants : Geneviève (1862-1946) et l'historien Georges Pagès (1867-1939).

## Œuvre

### Théâtre
- 1849 : Les Associés, vaudeville en un acte de La Rounat et Montjoye, Variétés
- 1850 : La Mariée de Poissy, vaudeville de Dennery, Grangé et Larounat, Variétés
- 1851 : Les Malheurs heureux, comédie-vaudeville de Duvert, Lauzanne et de La Rounat, Variétés
- 1851 : Une bonne qu'on renvoie, vaudeville en un acte de La Rounat et Berthoud, Variétés
- 1853 : Pulchriska et Léontino, « pochade » mêlée de couplets de Montjoye et La Rounat, Palais-Royal
- 1853 : Un homme entre deux airs de Delacour, Montjoye et Larounat, Palais-Royal
- 1854 : La Pile de Volta, « pochade » en un acte mêlée de couplets de Siraudin et de La Rounat, Palais-Royal
- 1855 : Une panthère de Java « pochade » de Montjoye et de la Rounat, Palais-Royal
- 1856 : Les Vainqueurs de Lodi, comédie en un acte de Charles de La Rounat, Gymnase
- 1856 : Pâquerette, opéra-comique en un acte de Grangé et Larounat, musique de Jules Duprato, Opéra-Comique
- 1871 : Marceline, drame en quatre actes de Charles de La Rounat, Gymnase
- 1877 : Les Deux Jardiniers, opéra-comique en un acte de Charles de La Rounat et Théodore de Banville, Opéra-Comique
- 1879 : La Courte Échelle, opéra-comique en trois actes de Charles de la Rounat, musique d'Edmond Membrée, Opéra-Comique
- 1880 : Le Beau Solignac, drame en cinq actes de Jules Clarétie, William Busnach et Charles de La Rounat, Châtelet

### Écrits
- 1857 : La Comédie de l'amour, roman, Michel Lévy frères, Paris
- 1884 : Études dramatiques. Le théâtre français : Mme Arnould-Plessy, MM. Régnier, Got, Delaunay, Librairie de l'Art Jules Rouam, Paris
- 1886 : Souvenirs et poésies diverses, préface de Francisque Sarcey, Paris

## Titres et décorations
- chevalier de la Légion d'honneur (décret du 12 août 1864) ;
- officier de la Légion d'honneur au titre du ministère de l'Instruction publique et des Beaux-arts (décret du 13 juillet 1883). Le parrain choisi par Charles de la Rounat est Camille Doucet, secrétaire perpétuel de l'Académie française[5].